# 1965 à Terre-Neuve-et-Labrador
Chronologie de Terre-Neuve-et-Labrador
- 1961
- 1962
- 1963
- 1964
- 1965
- 1966
- 1967
- 1968
- 1969

Cette page concerne des événements d'actualité survenus en 1965 dans la province canadienne de Terre-Neuve-et-Labrador.

## Politique
- Premier ministre : Joseph Smallwood
- Chef de l'Opposition :
- Lieutenant-gouverneur :
- Législature :